# Шидловский, Фёдор Владимирович
Фёдор Влади́мирович Шидло́вский (фамилия при рождении — Шилов; до 1677 года — около 1719 года) — представитель шляхетского рода Шиловых (Шидловских), генерал-майор Русской армии Петра I, участник подавления Булавинского восстания.

## История
Фёдор Владимирович, на 1694 год, стольник и Изюмский полковник, участвовал в кампаниях Северной войны, сражался при Эрестфере (1701 год). С 1706 года — бригадир и одновременно Харьковский полковник. Участвовал в подавлении Булавинского восстания (бунта) в 1708 году. Так отряд бригадира Шидловского, соединясь с отрядами полковника Кропотова, 1 июля встретил бунтовщика Драного в урочище Кривая Лука. У Семёна Драного было 5 000 человек донских казаков и 1 500 запорожцев. Бой между правительскими войсками и бунтовщиками продолжался пять часов, казаки были разбиты, а Драный убит. Запорожцы отошли и засели в Бахмуте, но бригадир Шидловский со своим отрядом разбил их и там, а город разорил и сжёг.
После победы под Полтавой (1709 год) над шведскими захватчиками и предателями, Пётр Алексеевич присвоил ему чин генерал-майора.
Позже Фёдор Шидловский участвовал в русско-турецкой войне, вскоре вступил в конфликт с царским фаворитом А. Д. Меншиковым. 23 апреля 1711 года Ф. Шидловский был арестован по приказанию царя. После проведённого следствия, нашедшего донос основательным, приговорён к лишению чинов и конфискации всех имений, и был отстранён от должности и отправлен в отставку по обвинению в служебных преступлениях.
Через некоторое время возвращён к службе в чине генерал-майора. Владел крупными наделами и крестьянами (крепостными) на территории будущей Харьковской губернии, включавшими имение Всехсвятское (ныне Старый Мерчик). И их унаследовал его племянник Лаврентий Иванович Шидловский.